# Härjedalen (obec)
Obec Härjedalen (švédsky Härjedalens kommun) je samosprávné území v kraji Jämtland ve Švédsku. Její území zahrnuje historickou provincii Härjedalen a malé části provincií Hälsingland, Dalarna a Jämtland. Rozlohou jde o šestou největší obec ve Švédsku, zároveň však patří k nejméně zalidněným. Správním sídlem je městečko Sveg.